# Upon Promeathean Shores (Unscriptured Waters)
Upon Promeathean Shores (Unscriptured Waters) è l'EP di debutto della symphonic black metal band inglese Hecate Enthroned pubblicato nel 1995 dalla Blackend Records. Venne girato un video per la canzone "An Ode for a Haunted Wood"

## Tracce
1. Promeathea - Thy Darkest Mask of Surreality – 2:15
2. The Crimson Thorns (My Immortal Dreams) – 4:26
3. A Graven Winter – 7:30
4. To Feed Upon Thy Dreams – 6:44
5. An Ode for a Haunted Wood – 7:15
6. Through Spellbinding Branches (Deepest Witchcraft) – 2:08

## Formazione
- Nigel - chitarra
- Jon Kennedy - voce
- Marc - chitarra
- Craig - batteria
- Paul Massey - basso
- Michael - tasiere